# 皮哈珀山
47°14′2″N 12°27′41″E / 47.23389°N 12.46139°E

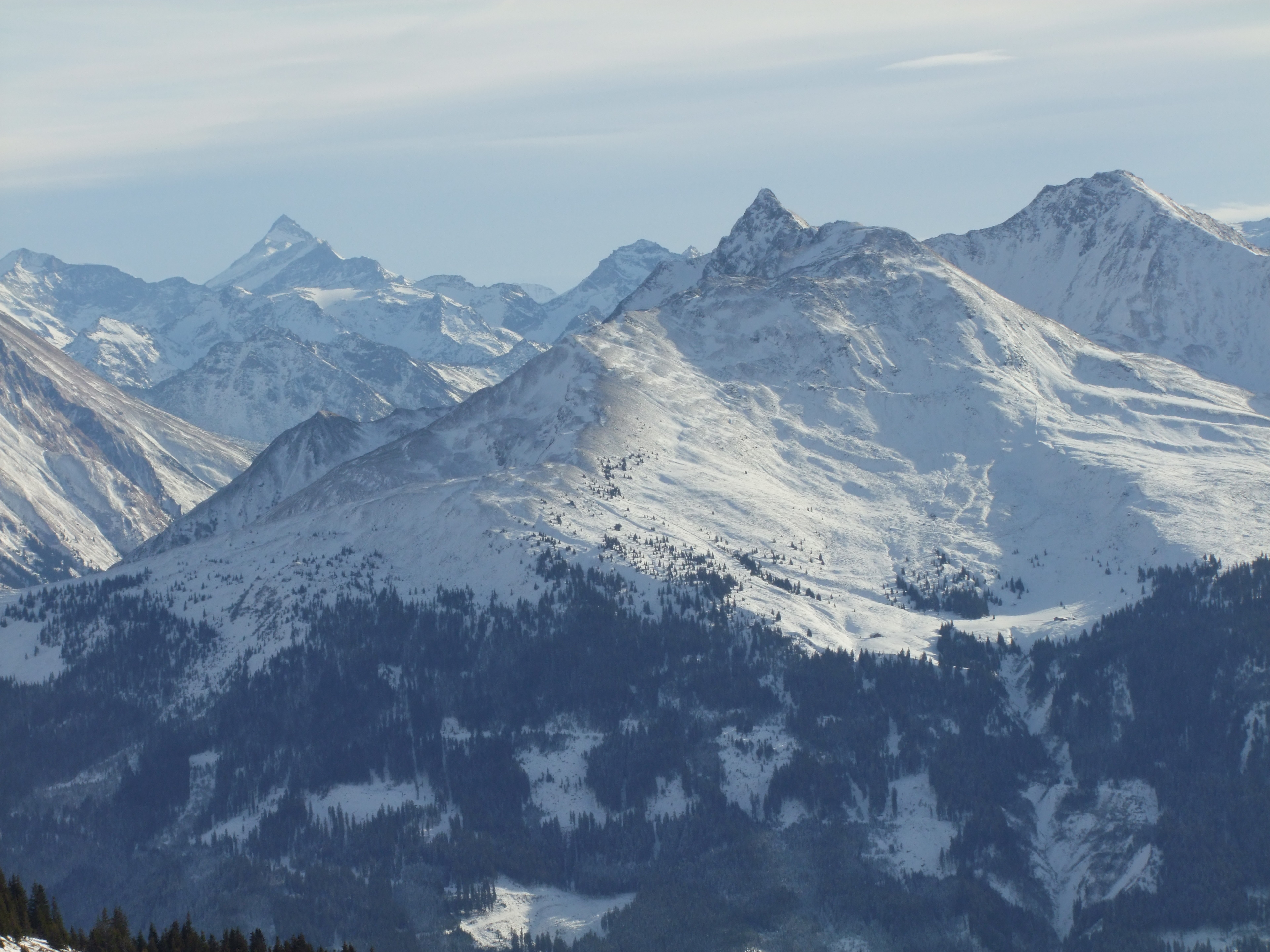

皮哈珀山（德語：Pihapper），是奧地利的山峰，位於該國中部，由薩爾茨堡州負責管轄，屬於維內迪傑山脈的一部分，海拔高度2,513米，每年平均降雨量2,073毫米。